# Кардинальне число
Кардинальним числом (кардиналом) в теорії множин називається об'єкт, який характеризує потужність множини. Кардинальне число деякої множини {\displaystyle A} позначається як {\displaystyle |A|} або {\displaystyle card(A)}.
Георг Кантор давав таке визначення кардинального числа: "Потужністю даної множини А називається та загальна ідея, яка залишається у нас, коли ми, мислячи про цю множину, відволікаємося як від всіх властивостей її елементів, так і від їх порядку".
Для скінченної множини A кардинальним числом |A| є натуральне число, яким позначається кількість елементів цієї множини.
Для нескінченних множин кардинальне число є узагальненням поняття числа елементів.
Хоча кардинальні числа нескінченних множин не мають відображення в натуральних числах, але їх можна порівнювати:
Нехай A і B нескінченні множини, тоді логічно можливі такі чотири випадки:
1. Існує взаємно однозначна відповідність між A і B, тобто A ~ B і |A|=|B|.
2. Існує взаємно однозначна відповідність між множиною A і деякою власною підмножиною B' множини B. Тоді кажуть, що потужність множини A не більша від потужності множини B і записують |A|≤|B|.
3. Множина A рівнопотужна деякій підмножині множини B і, навпаки, множина B рівнопотужна деякій підмножині множини A, тобто A~B'  ⊆ B і B~A'  ⊆ A. За теоремою Кантора — Бернштейна, у цьому випадку виконується A ~ B, тобто |A|=|B|.
4. Не існує взаємно однозначної відповідності між множиною A і жодною підмножиною множини B і, також, не існує взаємно однозначної відповідності між множиною B і жодною підмножиною множини A. З цієї ситуації випливало б, що потужності множин A і B непорівнювані між собою.

Однак більш глибокі дослідження в теорії множин показали, що, спираючись на аксіому вибору, можна довести неможливість четвертого випадку.
Таким чином, потужності будь-яких двох множин A і B завжди порівнювані між собою. Отже, для кардинальних чисел |A| і |B| довільних множин A і B виконується одне з трьох співвідношень: |A|=|B|, |A|≤|B| або |B|≤|A|.
Якщо |A|≤|B|, однак множина A нерівнопотужна множині B, то |A|<|B|.

## Операції над кардинальними числами
Додавання
Нехай а та b два кардинальні числа. Їх сумою a+b називається кардинальне число множини A ∪ B, де А та В — довільні множини, що не перетинаються такі, що a=|A|, b=|B|. Очевидно, що операція додавання комутативна і асоціативна.
Множення
Добутком {\displaystyle a\cdot b} двох кардинальних чисел а та b називається кардинальне число множини 
{\displaystyle A\times B}, де a=|A|, b=|B|, А та В — довільні множини. Операція множення комутативна та асоціативна.
Піднесення до степеня
Степенем {\displaystyle a^{b}} кардинального числа а з показником b називається кардинальне число множини {\displaystyle A^{B}}, де a=|A|, b=|B|.

## Арифметика кардинальних чисел
Додавання та множення кардинальних чисел є операціями асоціативними та комутативними, тобто:
{\displaystyle a+(b+c)=(a+b)+c}
{\displaystyle a+b=b+a}
{\displaystyle a\cdot (b\cdot c)=(a\cdot b)\cdot c}
{\displaystyle a\cdot b=b\cdot a}
Множення дистрибутивне відносно додавання,тобто:
{\displaystyle a\cdot (b+c)=a\cdot b+a\cdot c}
Мають місце рівності:
{\displaystyle 1^{a}=1}
{\displaystyle a^{1}=a}
{\displaystyle 0\cdot a=0}
{\displaystyle a+0=a}

{\displaystyle a^{b+k}=a^{b}\cdot a^{k}}
{\displaystyle (a^{b})^{k}=a^{b\cdot k}}
{\displaystyle (a\cdot b)^{k}=a^{k}\cdot b^{k}}
Істинні наступні твердження:
1) якщо {\displaystyle a\leq b}  і  {\displaystyle b\leq c}, то  {\displaystyle a\leq c}
2) якщо {\displaystyle a\leq b}, то {\displaystyle a+c\leq b+c}
3) якщо {\displaystyle a\leq b}, то {\displaystyle a\cdot c\leq b\cdot c}
4) якщо {\displaystyle a\leq b}, то {\displaystyle a^{k}\leq b^{k}}

Теорема 1. 
{\displaystyle [P(A)]=2^{[A]}} для будь-якої множини А.

Теорема 2.(Г.Кантор)
{\displaystyle 2^{a}>a} для будь-якого кардинального числа а.

## Приклади кардинальних чисел
- 0 (нуль) та натуральні числа — ними записуються потужності скінченних множин. Наприклад, порожня множина ∅ має потужність 0, а множина {\displaystyle \{{\text{коза}},{\text{порося}},{\text{собака}}\}} — очевидно 3.
- {\displaystyle \aleph _{0}} (алеф-нуль) — потужність множини {\displaystyle \mathbb {N} }, тобто множини всіх натуральних чисел. Це найменше нескінченне кардинальне число. Множину з потужністю {\displaystyle \aleph _{0}} (тобто множину, рівнопотужну множині натуральних чисел) називають зліченною, прикладами зліченних множин є:
  - {\displaystyle \mathbb {N} } — множина всіх натуральних чисел (очевидно);
  - будь-яка нескінченна підмножина з {\displaystyle \mathbb {N} } (вона нескінченна, тому її кардинальне число нескінченне, але водночас вона вкладена в {\displaystyle \mathbb {N} }, тому її потужність не перевищує {\displaystyle \aleph _{0}});
  - {\displaystyle \mathbb {Z} } — множина всіх цілих чисел (їх можна перелічити, наприклад, отак: 0, −1, 1, −2, 2, …);
  - {\displaystyle \mathbb {N} ^{2}} (множина пар натуральних чисел), а також {\displaystyle \mathbb {N} ^{3}} і будь-яка множина {\displaystyle \mathbb {N} ^{k}} при {\displaystyle k\in \mathbb {N} } (елементи таких множин можна пронумерувати натуральними числами);
  - {\displaystyle \mathbb {Q} } — множина всіх раціональних чисел ({\displaystyle |\mathbb {N} |\leq |\mathbb {Q} |\leq |\mathbb {N} ^{2}|}).
- {\displaystyle {\mathfrak {c}}} — кардинальне число множини {\displaystyle \mathbb {R} }, тобто множини всіх дійсних чисел. Можна довести, що {\displaystyle {\mathfrak {c}}=2^{\aleph _{0}}} (при цьому за теоремою Кантора з цього випливає {\displaystyle {\mathfrak {c}}>\aleph _{0}}). Множину з потужністю {\displaystyle {\mathfrak {c}}} (тобто множину, рівнопотужну множині дійсних чисел) називають континуумом або континуальною множиною (водночас саме число {\displaystyle {\mathfrak {c}}} теж називають словом континуум), прикладами континуальних множин є:
  - {\displaystyle \mathbb {R} } — множина всіх дійсних чисел (очевидно);
  - будь-який проміжок ненульової довжини з {\displaystyle \mathbb {R} }, наприклад: {\displaystyle [0,1)}, {\displaystyle (0,\infty )} чи {\displaystyle [8,{\frac {100}{3}}]} (довільно малий інтервал можна співставити всій множині дійсних чисел певною функцією, наприклад тангенсом);
  - {\displaystyle \mathbb {R} ^{2}} (множина пар дійсних чисел), {\displaystyle \mathbb {R} ^{3}} й інші {\displaystyle \mathbb {R} ^{n}} (при {\displaystyle n\in \mathbb {N} )}.
- {\displaystyle \aleph _{1},\aleph _{2},\dots } (алеф-один, алеф-два тощо) — наступні після {\displaystyle \aleph _{0}} у порядку зростання кардинальні числа. Якщо приймати континуум-гіпотезу, то {\displaystyle {\mathfrak {c}}=2^{\aleph _{0}}=\aleph _{1}}; інакше можна лише сказати, що {\displaystyle {\mathfrak {c}}=2^{\aleph _{0}}\geq \aleph _{1}}. Кантор довів, що не існує множини найбільшої потужності, тобто не існує найбільшого кардинального числа.
- {\displaystyle \aleph _{\alpha }}, де {\displaystyle \alpha } — довільний ординал. Приклади для нескінченних ординалів: {\displaystyle \aleph _{\omega }}, {\displaystyle \aleph _{\omega +1}}, {\displaystyle \aleph _{\omega \cdot 2}}, {\displaystyle \aleph _{\omega ^{2}}} тощо.

## Гіпотеза континуума
Континуум-гіпотеза стверджує, що не існує множини, кардинальне число {\displaystyle \kappa } якої розташоване між {\displaystyle \aleph _{0}} (кардиналом множини натуральних чисел) та {\displaystyle {\mathfrak {c}}} (кардиналом множини дійсних чисел), тобто {\displaystyle \aleph _{0}<\kappa <{\mathfrak {c}}}.
Якщо приймати континуум-гіпотезу, то {\displaystyle {\mathfrak {c}}=2^{\aleph _{0}}=\aleph _{1}}; інакше можна лише сказати, що {\displaystyle {\mathfrak {c}}=2^{\aleph _{0}}\geq \aleph _{1}}.